# Sándor Mátyás (film, 1963)
Sándor Mátyás, franciául: Mathias Sandorf, egy 1963-ban bemutatott színes francia–olasz–spanyol kosztümös kalandfilm, Georges Lampin rendezésében, Louis Jourdan címszereplésével. 
Cselekménye Jules Verne 1885-ös Sándor Mátyás című regényének alapötletére épül, de a regény cselekményétől nagyon jelentősen eltér.
A film zenéjét a magyar származású Hajós József (Joe Hajos) írta. Látványtervezője Maurice Colasson volt. A filmet 1962-ben Barcelonában és a párizsi Billancourt Studióban forgatták.

## Cselekmény
A történet a 19. században játszódik, egy meg nem határozott dél-európai államban. Sándor Mátyás gróf, gazdag földbirtokos arisztokrata , az ellenzék vezetője titkos szervezkedést irányít, forradalmat szervez az elnyomó kormány megdöntésére. A nép akaratából kíván kormányozni és földosztást tervez. A kormány államellenesnek nyilvánítja a mozgalmat, a rendőrség felfedezi és lefoglalja nyomdájukat, a vezetőiket lázadás miatt körözik. Sándor gróf helyzetét megnehezíti, hogy lánya szerelmes Rottenburgba, a tartomány katonai kormányzójába, aki – bár tiszteli a grófot – kormánytisztviselőként az ellenzék politikai ellenfele, és konfliktus esetén szembekerülhetnek egymással.
Sándor gróf családi jóbarátja Torontál Simon bankár, aki azonban szerencsejáték-függő. Kártya-adósságai miatt a tönk szélén táncol. Sándor gróf egy birtok-eladásból származó nagy összeget bíz Torontálra, hogy írja át Elizabeth nevére. Torontál eljátssza a pénzt. A kalandor Sárkány megzsarolja. Torontál ajánlásával Sárkány (Dobrovolszkij gróf álnév alatt) bejut Sándor gróf házába és ellop egy postagalambbal érkező titkos üzenetet. Mivel a lázadók vagyonát a kormány a feljelentőknek ígéri, Torontál és Sárkány átadja a bizonyítékot a rendőrségnek. Sándort és két társát, Báthory professzort és Szathmáry doktort letartóztatják. Az államügyész halálbüntetést kér mindhármukra, a hadbíróság halálra ítéli őket. Sándor és Szathmáry megszöknek a várbörtönből, a villámhárítón lemászva. A cellában hátramaradt Báthory professzor és a vele szimpatizáló gyóntató pap másnap hajnalban kivégzőosztag elé áll. A szökevények után hajtóvadászat indul. Torontál és Sárkány benyújtják igényüket Sándor gróf vagyonára, de Rottenburg kormányzó ezt megtagadja azzal, hogy a vagyon Elizabethet illeti, mert a gróf át akarta íratni értékeit a leányára, de Torontál ezt elmulasztotta. Torontál fél, hogy Sándor hívei megtorolják árulásukat, de Rottenburg biztosítja, hogy a feljelentők személye államtitkot képez.
Sándor gróf és Szathmáry doktor a tengerparton egy Ferrato nevű szegény halásztól kap szállást és segítséget, de egy másik falubéli, Carpena vérdíj fejében feladja őket. Szathmáryt lelövik a rendőrök, Sándor a tengerbe ugorva elmenekül. Miközben keresi, kik árulhatták el, találkozik két útonállóval, Pescade-dal és Matifou-val, akiket szolgálatába fogad. A két rabló megöli Carpenát és visszaszerzi a vérdíjat. Elizabeth sem tudja, ki adta fel apját a rendőrségnek. Felbontja eljegyzését az apját letartóztató Rottenburggel, de a szerelmes kormányzó nem tesz ellene lépéseket. A lány Torontálhoz fordul segítségért. Sárkány (ismét Dobrovolszkij gróf álcájában) menedéket ajánl neki vidéki kastélyában.

Torontál Simon és Sárkány, a két feljelentő, Rottenburg kormányzónál (Bernard Blier, Renaud Mary és Francisco Rabal)

Sándor gróf, Pescade és Matifou segítségével nyomoz eltűnt leánya után. A színházban bejut Rottenburg kormányzó páholyába, számon kéri rajta a leányát, de a kormányzó sem tudja, hová tűnt Elizabeth. A nézőközönség észreveszi, hogy Sándor gróf él és jelen van. Forradalmi tüntetés tör ki, a jelenlévők zajosan ünneplik a halálból visszatért vezérüket. A rendőrség betör a színházba, a zűrzavarban Sándor Mátyás és kísérői elmenekülnek.
Torontál Simon megtudja, hogy Sándor Mátyás életben van. Fél, hogy a gróf rájöhet, kik adták fel a hatóságnak. Sárkány azt tervezi, hogy ismét feladja a bujkáló grófot, akivel szemben még mindig érvényben van a halálos ítélet, azután feleségül veszi Elizabethet, és hozományként megszerzi a Sándor-vagyont. Torontál visszariad az újabb árulástól, ezért Sárkány leszúrja. A lázadók főhadiszállásán Sándor gróf elrendeli a felkelés kirobbantását. Ő maga a játékterembe siet, de már csak a haldokló Torontált találja, aki mindent bevall neki. Sárkány a játékterembe küldi a rendőrséget, Sándor grófot elfogják és Rottenburg kormányzó elé kísérik. A főügyész követeli a halálos ítélet azonnali végrehajtását, Sándor gróf azonban becsületbeli egyezséget köt Rottenburg kormányzóval: néhány órányi szabad eltávozást kap, hogy Elizabethet megmentse. A kormányzó személyesen áll jót a gróf szavahihetőségéért: ha Sándor gróf nem tér vissza, a főügyész a kormányzót végeztetheti ki helyette.
Elizabeth visszautasította Sárkány házassági ajánlatát, ezért Sárkány meg akarja ölni. Sándor gróf, Pescade és Matifou segítségével betör Sárkány kastélyába, párharcban megöli Sárkányt és kiszabadítja leányát, majd hűen adott becsületszavához önként feladja magát a kormánykatonáknak. Közben zajlik a felkelés, a forradalmárok elfoglalják a középületeket, utcai harcok folynak a felkelők és és a katonaság között. A felkelők vezérét, Sándor grófot szekéren megláncolva, katonai kísérettel végigviszik a városon, a kormány erődjébe. Rottenburg még egyszer biztosítja, hogy ő, mint kormányzó, nem másíthatja meg a bíróság érvényes halálos ítéletét, csak a kötelességét teljesíti, és ezt becsületbeli ügynek tekinti. Közben győz a forradalom, a kormány megbukik, Sándor grófot bízzák meg kormányalakítással. Mivel a távírda a felkelők kezén van, a kormányzóság nem értesül a hatalomváltásról. Sándor grófot a vesztőhelyre kísérik. A forradalmi tömeg az utolsó pillanatban betör az erődbe és megmenti a vezért. Rottenburg kormányzót fel akarják kötni, de a lovagias Sándor gróf megbocsát a hasonlóan lovagias ellenfelének, elrendeli szabadon bocsátását és hozzájárulását adja, hogy feleségül vegye Elizabethet.

## Szereposztás
A szereplők neve a színlapon a Verne-féle eredeti francia írásmóddal szerepel. A szinkronban a legtöbb név a Verne-fordításokból ismert magyaros névformában hangzik el. 
| Szerep                                        | Színész           | Magyar hangja (1. szinkron) |
| --------------------------------------------- | ----------------- | --------------------------- |
| Sándor Mátyás gróf (Mathias Sandorf)          | Louis Jourdan     | Végvári Tamás               |
| Torontál Simon bankár (Toronthal)             | Bernard Blier     | Horkai János                |
| Sándor Elizabeth (Elisabeth Sandorf)          | Serena Vergano    | N/A                         |
| Frédéric de Rotenbourg (Rottenburg) kormányzó | Francisco Rabal   | N/A                         |
| Szathmár László doktor (Zathmar)              | Antonio Casas     | N/A                         |
| Báthory István professzor                     | Antoine Balpêtré  | N/A                         |
| Sárkány (Sarcany)                             | Renaud Mary       | N/A                         |
| Hélène, Sárkány élettársa                     | Valeria Fabrizi   | N/A                         |
| Ferrato, halász                               | Carlos Mendy      | N/A                         |
| Mária, Ferrato lánya                          | Paula Martel      | N/A                         |
| Carpena                                       | Xan das Bolas     | N/A                         |
| Pescade                                       | Daniel Cauchy     | N/A                         |
| Matifou                                       | Carl Studer       | N/A                         |
| Zirone (Zironi)                               | Marcel Pérès      | N/A                         |
| Pap                                           | Michel Etcheverry | N/A                         |
| Államügyész                                   | Claudio Gora      | N/A                         |

- Nem azonosított magyar hangok: Barbinek Péter, Csere Ágnes, Dobránszky Zoltán, Galambos Péter, Juhász Jácint, Kenderesi Tibor, Menszátor Magdolna, Mihályi Győző, Orosz Helga, Perlaki István, Sörös Sándor, Szokolay Ottó, Ujlaki Dénes.

## A film zenéje
A film zenéjét, a pattogó, harcra buzdító forradalmi indulót a magyar származású zeneszerző és karmester, Joe Hajos, azaz Hajós József (1907–1982) írta.

## Eltérések a regénytől
- Jules Verne eredeti regénye a 19. század második felében, az Osztrák Császárságba betagolt, függetlenségét elvesztett Magyar Királyságban játszódik. A film helyszíne egy meg nem nevezett 19. századi európai állam mediterrán jellegű tartománya. Csak néhány motívum utal Ausztriára: kétfejű sasos címer a katonák csákóján, a korona mint pénznem, és Rottenburg kormányzó piros-fehér-piros vállszalagja a díszegyenruháján (a színházban).
- A regényben Sándor Mátyás gróf egy Magyarországon illegalitásban működő összeesküvő csoport feje, akik forradalmat és függetlenségi háborút készülnek kirobbantani Ausztria ellen. A filmben Sándor gróf egy meg nem nevezett ellenzéki párt vezetője, akik népbarát programmal kívánnak megjelenni a választásokon (agrárreform, földosztás), de a kormány üldözi vezetőiket, ezért szervezik a kormány megbuktatását célzó felkelésüket.
- A regényben a tervezett lázadás csak terv marad. A filmben kirobban, lezajlik és teljes győzelmet arat, Sándor gróf és szövetségesei kormányra kerülnek, harangzúgás közepette.
- A regényben a letartóztatott Sándor gróf gyermekkorú leányát, Szávát még csecsemőként elrabolják. Torontál Simon bankár, az áruló veszi magához és saját leányaként neveli, hogy nagykorúságát elérve a kalandor Sárkányhoz adja majd feleségül, megszerezve a leány apai örökségét. A filmben az Elisabeth nevű felnőtt grófleány a tartomány katonai kormányzójával, Rottenburggal jár jegyben. A lányt a gróf letartóztatása után Sárkány tartja fogva.
- Az egyetlen jelenet, ami a regényben és a filmben azonos, az a foglyok szökése a vártoronyból a viharos éjszakán, a villámhárítón leereszkedve.
- A regény cselekményének időtávja két évtizedet ölel fel. A film teljes meséje néhány nap alatt lezajlik. Teljesen kimaradt az Antekirtt doktor alakjában való visszatérés, és az ezzel kapcsolatos összes történés.